# Microtúbul
Els microtúbuls són una estructura present en totes les cèl·lules eucariotes, excepte en els eritròcits.
Es troben en:
- El citoplasma de les cèl·lules interfàsiques i mitòtiques
- Cossos basals i axonemes de cilis i flagels en cèl·lules ciliades i flagel·lades
- Axons i dendrites de les cèl·lules nervioses

## Estructura i composició química
Els microtúbuls són fibres tubulars o cilíndriques buides. El seu diàmetre total és de 25 nm i el seu diàmetre interior és de 15 nm.
La unitat estructural bàsica dels microtúbuls és el dímer αβ-tubulina, que està compost per dues subunitats de tubulina: l'α-tubulina i la β-tubulina.
Els dímers αβ-tubulina s'agrupen l'un darrere l'altre formant els anomenats protofilaments. El conjunt de tretze protofilaments forma el microtúbul.
Els microtúbuls són estructures que presenten certa polaritat. L'extrem que acaba amb α-tubulines s'anomena extrem minus (-), mentre que el que acaba amb β-tubulines és l'extrem plus (+).

## Polimerització de la tubulina per formar microtúbuls
Per tal de dur a terme la polimerització cal que els heterodímers d'αβ-tubulina s'activin energèticament amb dues molècules de GTP

### In vitro
La tubulina polimeritza espontàniament in vitro en condicions adequades (a 37 °C i amb presència d'ions Ca2+ i Mg2+)
L'addició dels dímers o heterodímers té lloc en dues etapes:
1. Etapa lenta o nucleació: Es crea un petit microtúbul intermedi en espiral
2. Etapa ràpida o elongació: S'addicionen més dímers a l'intermedi en espiral, prolongant el tub, tant per l'extrem plus (+) com per l'extrem minus (-).

Equilibri dinàmic
La polimerització o despolimerització de la tubulina depèn de la seva concentració en el medi.
- Si la concentració de tubulina és igual a la crítica, la velocitat de polimerització és igual a la de despolimerització; per tant el microtúbul es manté en estat estacionari.
- Si la concentració de tubulina és major a la crítica, el microtúbul creix.
- Si la concentració de tubulina és menor que la concentració crítica, el microtúbul decreix.

### In vivo
In vivo la polimerització és semblant que in vitro, amb la diferència que el creixement o decreixement es dona exclusivament per l'extrem plus (en microtúbuls làbils). L'extrem minus està segrestat per anells de γ-tubulines del Centre organitzador de microtúbuls (MTOC). La γ-tubulina s'uneix a l'α-tubulina estabilitzant així, l'orientació dels dímers de tubulina i impedint que polimeritzi o despolimeritzi per aquest extrem.
En la cèl·lula la concentració de tubulina lliure és sempre inferior a la concentració crítica.

## Tipus de microtúbuls

### Microtúbuls làbils
Els microtúbuls làbils o citoplasmàtics són estructures reversibles que poden polimeritzar i despolimeritzar. En determinades condicions (per exemple, en presència d'antibiòtics), poden despolimeritzar i reorganitzar-se altre cop si les condicions desapareixen.

### Microtúbuls estables
Els microtúbuls estables no són estructures reversibles, ja que un cop formats tenen un caràcter permanent en la cèl·lula i es mantenen durant la vida cel·lular.
Comprenen els microtúbuls dels cossos basals, els de l'axonema de cilis i flagels i els de centríols.

## Proteïnes associades a microtúbuls
Són proteïnes que es troben en molta menor quantitat que les tubulines. La major part presenten cicles de fosforilació-defosforilació que regulen la seva unió al microtúbul determinant la seva funció.

### Estructurals o no motores
Són les menys conegudes
- Proteïnes TAU: Es troben en axons i no en dendrites. Tenen un baix pes molecular (40-60kd). Acceleren la polimerització i l'estabilitzen. Presenten una elevada habilitat per establir unions entre diferents microtúbuls. S'ha observat que anomalies d'aquesta proteïna estan relacionades amb la Malaltia d'Alzheimer.
- Proteïnes casquet: Proteïnes que bloquegen l'extrem plus dels microtúbuls
- MAP 2: Es troben en dendrites i no en axons. S'uneixen als microtúbuls per un domini central; per l'extrem C-terminal s'uneixen entre elles i per l'extrem N-terminal s'uneixen a filaments intermedis
- MAP 4: Presents en cèl·lules no nervioses. Són responsables de l'adequada disposició dels orgànuls en el citoplasma.

### Motores
Són proteïnes essencials en el transport d'orgànuls i en el moviment de cromosomes. Dins d'aquest grup de proteïnes cal destacar la quinesina i la dineïna.

## Drogues inhibidores de la polimerització de tubulina
Colchicina i colcemida
Inhibeixen l'ensamblatge de molècules de tubulina per formar els microtúbuls provocant-ne la despolimerització.
Vinblastina i vincristina
Indueixen la formació d'agregats paracristal·lins de tubulina
Taxol
Estabilitza els microtúbuls

## Patologies lligades a microtúbuls
- Algun tipus d'esterilitat masculina es deu a la presència d'espermatozoides immòbils per carència de braços de dineïna, de fibres radials o de microtúbuls centrals.

- Alguns defectes respiratoris com la bronquitis o la sinusitis cròniques es deuen a alteracions que afecten la mobilitat dels cilis.

Per exemple; la síndrome de Kartagener es deu a una mutació que produeix carència de dineïna, i com a conseqüència els defectes descrits anteriorment.